# مسمومیت با الکل در ایران
مسمومیت با الکل در ایران به دلیل ممنوعیت مصرف مشروبات الکلی. دولت و مراجع بهداشتی در ایران نظارتی بر محصولات الکلی زیرزمینی و خانگی یا واردات غیرقانونی آن ندارند و به همین علت میزان مسمومیت‌های مرگبار ناشی از نوشیدنی‌های الکلی دست‌ساز و خانگی در آن کشور بالاست.

## پیش‌زمینه
نوشیدنی‌های الکلی در ایران بعد از انقلاب ۵۷ ممنوع شد و آمار دقیقی از مصرف سرانه مشروبات الکلی در آن کشور وجود ندارد، اما در سال ۲۰۱۸ سازمان جهانی بهداشت طی گزارشی در مورد میزان مصرف الکل در کشورهای جهان، ایران را در رتبه نهم مصرف مشروبات الکلی معرفی کرد. ممنوعیت فروش و استفاده از نوشیدنی‌های الکلی منجر به افزایش مصرف الکل‌های خانگی و غیرقانونی عمدتاً حاوی متانول شده که مسمومیت با الکل را تبدیل به یک چالش بزرگ در ایران کرده‌است.
مشروبات الکلی در ایران یا از راه قاچاق وارد آن کشور می‌شود یا به صورت مخفیانه در داخل ساخته می‌شود. از همین‌رو نظارتی بر آن وجود ندارد و بارها مشروبات الکلی تقلبی و به اصطلاح «دست‌ساز» موجب مرگ، مسمومیت یا نابینایی شهروندان شده‌است.

## ممنوعیت و بازدارندگی
بر اساس ماده ۷۰۲ قانون مجازات اسلامی، ساخت و فروش هر نوعی مشروبات الکلی ممنوع است. همچنین طبق ماده ۲۶۵ این قانون، مجازات نوشیدن الکل برای بار اول و دوم ۸۰ ضربه شلاق است که در بار سوم حکم شرعی این مجازات اعدام است. سالانه شمار بالایی از محموله‌های مشروبات الکلی درایران توسط پلیس مبارزه با مواد مخدر فراجا ضبط و منهدم می‌شود.
بعد از شیوع ویروس کرونا در ایران تقاضا برای استفاده از الکل و اتانول افزایش یافت، و تولید الکل بدون نیاز به مجوز تا اطلاع ثانوی آزاد شد. بعداً ادعا شد برخی واحدهای تولیدی اتانول، مشروبات الکلی نیز تولید می‌کنند. به سبب همین موضوع مرداد ماه سال ۱۳۹۹، رئیس سازمان غذا و دارو، ضوابط جدید مربوط به تأسیس کارخانه تولید، بسته‌بندی و توزیع اتانول را ابلاغ کرد.
علی خان‌محمدی، سخنگوی ستاد امر به معروف و نهی از منکر اردیبهشت ۱۴۰۱ از ساخت کارخانه‌های تولید الکل در ایران انتقاد کرده و گفت به‌نظر می‌رسد برخی از تولیدات این کارخانه‌ها استفاده خوراکی پیدا می‌کند. او همچنین از واردات مستقیم مشروبات الکلی به مقصدهای مشهد، قم و شیراز مستقیماً خبر داده بود و این امر را نشانه برنامه‌ریزی فرهنگی برای این شهرها دانست.

## تلفات
در شیراز در سال ۲۰۰۴ (۱۳۸۲–۱۳۸۳)، ۶۲ مورد مسمومیت با متانول گزارش شده که ۱۱ مورد فوت ثبت شده‌است. در رفسنجان در سال ۲۰۱۳ (۱۳۹۱–۱۳۹۲)، ۶۹۴ مورد مسمومیت با متانول که ۶ مورد مرگ ثبت شده‌است.
سال ۱۳۹۹ در یکی از مسمومیت‌های گسترده ناشی از الکل صنعتی، در شیراز ۴۴ تن جان باختند و ۳۳۰ تن در بیمارستان بستری شدند. در همان سال در اهواز هم توزیع الکل صنعتی در قالب مشروبات الکلی جان دستکم ۳۶ تن را گرفت و ۲۷۰ تن را روانه بیمارستان کرد. مهرماه ۱۳۹۷ نیز ۴۳ تن، اسفندماه ۱۳۹۸ در استان خوزستان ۵۹ تن و در استان البرز ۱۵ تن، اردیبهشت ۱۳۹۹ حدود ۱۰۱ تن از در استان فارس و اردیبهشت ماه ۱۴۰۱ نیز ۱۰ تن در بندرعباس به دلیل نوشیدن مشروبات تقلبی جان خود را از دست دادند.
به گفته رئیس پزشکی قانونی ایران، ۶۴۴ نفر در ایران به دلیل مسمومیت الکلی در سال ۱۴۰۱ جان خود را از دست داده‌اند که این تعداد، رشدی ۳۰ درصدی نسبت به سال ۱۴۰۰ داشته‌است.
در اواسط مهر ماه ۱۴۰۳ فقط در مدت ده روز ۴ استان درگیر مسمومیت الکلی شده و ۳۴۳ نفر مسموم و ۴۱ نفر جان خود را از دست داده و عده ای نابینا و دچار مسمومیت شدید شدند.
به دلیل گستردگی و همزمانی این مسمومیت ها، دست داشتن ارگانی مانند سپاه پاسداران در این قضیه مورد ظن است.

## مسمومیت با الکل تقلبی در سال ۱۴۰۲
در پی افزایش آمار قربانیان مسمومیت با الکل تقلبی در استان‌های مختلف کشور، رادان، فرمانده انتظامی کل کشور، اعلام کرد این مسمومیت‌ها سریالی نیستند.
از قربانیان سرشناس این سال خسرو حسن‌زاده بود. این نقاش و هنرمند تجسمی ساکن تهران، حدود یک هفته در کما بود و در ۱۱ تیر ۱۴۰۲ به دلیل مسمومیت با الکل تقلبی درگذشت.

### آمار قربانیان ۱۴۰۲
در دو ماه اول سال ۱۴۰۲ در استان تهران ۲۶ مورد مرگ ناشی از مسمومیت با الکل گزارش شد.
در رباط‌کریم و بهارستان، الکل مسموم تاکنون ۹ قربانی گرفته و دو نفر دیگر را نیز نابینا کرده‌است.
از ۲۳ خرداد ۱۴۰۲، ۱۹۱ نفر به دلیل مسمومیت ناشی از مصرف مشروبات الکلی حاوی متانول به بیمارستان‌های کرج مراجعه کرده‌اند و تعداد ۱۷ نفر جان خود را از دست داده‌اند. به گزارش رئیس کل دادگستری استان البرز برخلاف ادعای بعضی رسانه‌ها که مدعی شده‌اند مسمومیت‌ها فقط در یک میهمانی یا پارتی بوده‌است، این مسمومیت‌ها در مناطق مختلف کرج بوده و استفاده‌کنندگان از این مشروبات سمی طی روزهای مختلف به مراکز درمانی مراجعه کرده‌اند.
در سال ۱۴۰۳ حکم اعدام ۴ محکوم پروندۀ تهیه و توزیع مشروبات الکلی مسموم در کرج اجرا شد.